# سیمون ادجی
سیمون ادجی (انگلیسی: Simon Adjei؛ زادهٔ ۱۰ نوامبر ۱۹۹۳) بازیکن فوتبال اهل سوئد است که در پست مهاجم بازی می‌کند.